# Sofia Schulte
Sofia Schulte (Hamm, 8 april 1976) is een atleet uit Duitsland.
Op de Olympische Zomerspelen van Sydney in 2000 nam Schulte deel aan het onderdeel verspringen.
Met een sprong van 6,23 meter kwam ze niet voorbij de kwalificatieronde.

## Persoonlijk record
| Onderdeel        | Resultaat | Jaar |
| ---------------- | --------- | ---- |
| 100 m            | 11.92 s   | 1998 |
| 200 m            | 24.65 s   | 1999 |
| 400 m            | 58.60 s   | 1999 |
| verspringen      | 6.72 m    | 2000 |
| hink-stap-sprong | 13.37 m   | 2002 |

| Onderdeel            | Resultaat | Jaar |
| -------------------- | --------- | ---- |
| 60 meter             | 7.65 s    | 2003 |
| 200 meter            | 24.66 s   | 1998 |
| polsstokhoogspringen | 3.90 m    | 1997 |
| verspringen          | 6.50 m    | 2002 |
| hink-stap-sprong     | 13.29 m   | 2002 |

- World Athletics: 14279703